# Klimopereprijs
De klimopereprijs (Veronica hederifolia) of klimopbladereprijs is een lage, eenjarige plant met lichtblauw tot lila bloempjes van een paar mm. Op de kroonblaadjes lopen donkere streepjes. De plant bloeit vroeg in het jaar zo rond maart en april in West-Europa. De bloemen staan alleen en de bloemstengels ontspringen in de bladoksels. De botanische naam en de Nederlandse naam dankt de plant aan de vorm van de bladen, die net als de bladeren van klimop (Hedera helix) handvormig gelobd zijn met een grotere lob in het midden. Aan de voet zijn de bladen rond. In de zomer is de plant over het algemeen al vergaan
Er worden twee ondersoorten onderscheiden:
- De akkerklimopereprijs (Veronica hederifolia subsp. hederifolia) heeft al een liggende habitus voor de bloei. Deze ondersoort heeft vergeleken met de andere ondersoort wat dikkere en donker gekleurde bladeren. De stijl is maximaal een mm lang
- De bosklimopererpijs (Veronica hederifolia subsp. lucorum) is in het geheel wat tengerder en bleker. De stengels zijn meer rechtopstaand tijdens de bloei, de stijl is 0,5 mm lang.

## Voortplanting en verspreiding
De klimopereprijs komt voor in Europa met uitzondering van de noordelijke streken, Zuidwest-Azië en ook in Afrika in het Atlasgebergte. De soort plant zich via zaden voort. In Nederland is de soort algemeen.

## Gebruik
De akkerklimopereprijs groeit vaak in akkers waar wintergraan is gezaaid. De jonge graanplanten krijgen in het voorjaar wat bescherming van de akkerklimopereprijs.

## Ecologie
De akkerklimopereprijs groeit vaak op omgewerkte grond samen met vroegeling en paarse dovenetel.
Bosklimopereprijs groeit meer in lichte loofbossen op vrij voedselrijke, vochtige grond. Op groeiplaatsen met stinsenplanten is deze ondersoort bijna altijd te vinden.

## Plantengemeenschap
De bosklimopereprijs is een kensoort voor het onderverbond Ulmenion carpinifoliae van het verbond van els en gewone vogelkers (Alno-padion).